# 青池愼一
青池 愼一（あおいけ しんいち、1942年6月3日 - 2020年1月27日）は、日本の社会心理学者。慶應義塾大学名誉教授。1987年「イノベーションのコミュニケーションプロセス分析」で社会学博士。専攻は、社会心理学（普及学、コミュニケーション学）。

## 来歴
1966年慶應義塾大学文学部卒業。1968年慶應義塾大学院社会学研究科修士課程修了。1971年慶應義塾大学院社会学研究科博士課程修了。慶應義塾大学文学部助手、助教授を務めた後、1986年、教授。宇野善康と共同監修で、エヴェリット・ロジャース『イノベーション普及学』（産能大学出版部、1990年）の翻訳も手がけた。2006年に定年退官し、名誉教授。その後、成城大学教授に就任し、2013年退職。

## 著書
- 『日常生活とコミュニケーション』（長尾真理, 山岸健, 清原慶子, 平野敏政共著、慶應通信） 1986年
- 『要説人間関係論』（樹村房） 2003年
- 『現代社会心理学 - 心理・行動・社会』（慶應義塾大学出版会） 2004年
- 『ニュースの普及過程分析』（慶應義塾大学出版会） 2012年

## 翻訳
- 『消費者行動』（ペーター・D・ベネット, ハロルド・H・カサージアン、井関利明共訳、ダイヤモンド社） 1979年
- 『イノベーション普及学』（エヴェリット・ロジャース、宇野善康共監訳、産能大学出版部） 1990年